# سیلوا هاکوبیان
سیلوا هاکوبی هاکوبیان (ارمنی: Սիլվա Հակոբի Հակոբյան؛ زادهٔ ۲۳ اکتبر ۱۹۸۸) یک خواننده سبک پاپ اهل ارمنستان است.

## زندگی‌نامه
وی در ۲۳ اکتبر ۱۹۸۸ در وایک به دنیا آمد . 